# Frit spænd
Frit spænd er den største afstand mellem en konstruktions to nærmeste understøttelsespunkter.
I forbindelse med en bro er det den største afstand mellem to bropiller.
Hængebroer er den type broer, som indtil videre giver det største frie spænd med Akashi-Kaikyo-broen på 1.991 meter som det p.t. (2005) største.